# Norge i olympiska sommarspelen 1912
Norge deltog med 191 deltagare vid de olympiska sommarspelen 1912 i Stockholm. Totalt vann de tio medaljer och slutade på åttonde plats i medaljligan.

## Medaljer

### Guld
- Isak Abrahamsen, Hans Beyer, Hartmann Bjørnsen, Alfred Engelsen, Bjarne Johnsen, Sigurd Jørgensen, Knud Leonard Knudsen, Alf Lie, Rolf Lie, Tor Lund, Petter Martinsen, Per Mathiesen, Jacob Opdahl, Nils Opdahl, Bjarne Pettersen, Frithjof Sælen, Øistein Schirmer, Georg Selenius, Sigvard Sivertsen, Robert Sjursen, Einar Strøm, Gabriel Thorstensen, Thomas Thorstensen och Nils Voss - Gymnastik, fristil, lag
- Alfred Larsen, Johan Anker, Nils Bertelsen, Halfdan Hansen, Magnus Konow, Petter Larsen, Eilert Falch-Lund, Christian Staib, Arnfinn Heje och Carl Thaulow - Segling, 12 m-klass
- Thoralf Glad, Thomas Aas, Andreas Brecke, Torleiv Corneliussen och Christian Jebe - Segling, 8 m-klass

### Silver
- Ferdinand Bie - Friidrott, femkamp
- Gudbrand Skatteboe, Ole Sæther, Østen Østensen, Albert Helgerud, Olaf Sæther och Einar Liberg - Skytte, frigevär lag

### Brons
- Arthur Amundsen, Jørgen Andersen, Trygve Bøyesen, Georg Brustad, Conrad Christensen, Oscar Engelstad, Marius Eriksen, Axel Henry Hansen, Petter Hol, Eugen Ingebretsen, Olaf Ingebretsen, Olof Jacobsen, Erling Jensen, Thor Jensen, Frithjof Olsen, Oscar Olstad, Edvin Paulsen, Carl Alfred Pedersen, Paul Pedersen, Rolf Robach, Sigurd Smebye och Torleif Torkildsen - Gymnastik, svenskt system, lag
- Claus Høyer, Reidar Holter, Magnus Herseth, Frithjof Olstad och Olaf Bjørnstad - Rodd, fyra med styrman
- Theodor Klem, Henry Larsen, Håkon Tønsager, Mathias Torstensen, Ejnar Tønsager - Rodd, fyra med styrman, utriggare
- Engebret Skogen - Skytte, 300 m frigevär tre positioner
- Molla Mallory - Tennis, singel utomhus